# Diego Colombo
Diego Colombo Moniz (portoghese: Diogo Colombo; Porto Santo, 1º aprile 1479 o 1480 – La Puebla de Montalbán, 23 o 26 febbraio 1526) è stato un navigatore ed esploratore italiano, unico figlio di Cristoforo Colombo e Filipa Moniz. È stato il secondo Ammiraglio del Mar Oceano e il secondo viceré e governatore delle Indie.

## Biografia
Diego divenne paggio alla corte di Spagna nel 1492, l'anno in cui il padre si imbarcò nel suo primo viaggio.
Passò buona parte della propria vita tentando di riguadagnare i titoli ed i privilegi assegnati al padre per le sue esplorazioni, revocati nel 1500. Nel perseguire questo obbiettivo fu aiutato dal matrimonio con María de Toledo y Rojas, nipote del secondo Duca di Alba, cugino di Ferdinando II di Aragona.

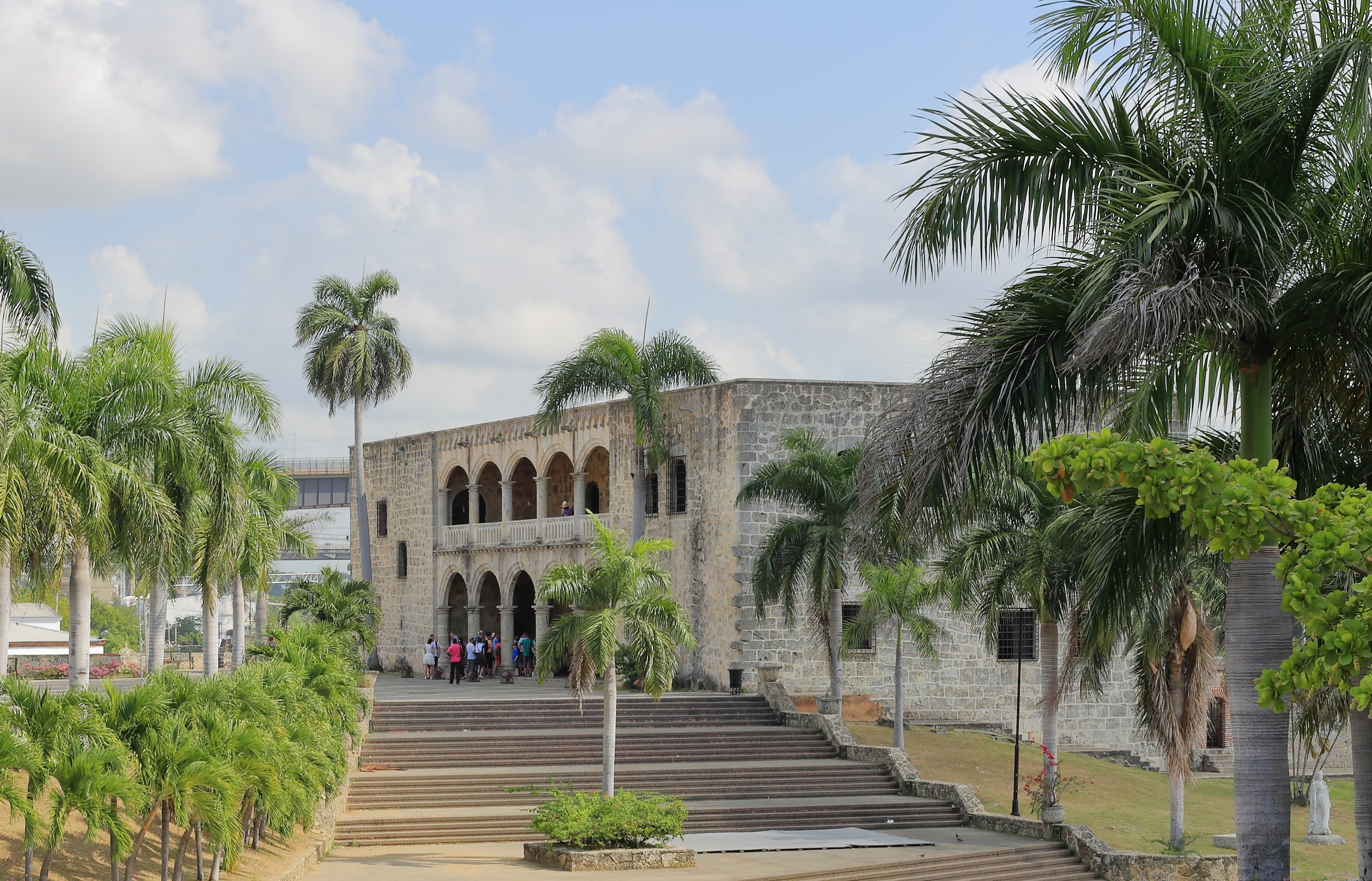
L'alcázar di Colombo.

La morte di suo padre Cristoforo, nel maggio 1506, fece di Diego Colombo l'erede dei suoi privilegi in America. Tuttavia, il re Ferdinando il Cattolico rifiutò in un primo momento di trasferire tutti i diritti dell'ammiraglio e lo nominò governatore dell'isola di Hispaniola nel 1508. Nello stesso anno Diego Colombo sposò Maria Alvarez de Toledo.
Nel 1509 fu nominato quarto governatore delle Indie, ruolo ricoperto in precedenza dal padre. Diego Colombo partì da Cadice per l'isola di La Española, dove arrivò nel luglio 1509, in sostituzione di Nicolás de Ovando. Si trasferì a vivere presso l'alcazar di Colombo, a Santo Domingo, in quella che successivamente divenne la Repubblica Dominicana.
Diego Colombo cambiò rapidamente la direzione amministrativa e militare di Ovando e si impegnò in una lunga causa legale contro la corona, che venne risolta con una sentenza in cui gli fu riconosciuto il diritto di viceré, ma con giurisdizione limitata per quei territori che erano stati scoperti ufficialmente da suo padre.
Diego Colombo cercò di espandere i propri domini in altre isole come Cuba, dove inviò il suo tenente Diego Velázquez de Cuéllar, Giamaica e Porto Rico, che furono definitivamente conquistati.
Il governo di Diego Colombo fu caratterizzato dalla creazione di una società divisa, da una parte i colonizzatori, veterani spagnoli della scoperta, e in secondo luogo, i cosiddetti realisti, formati da funzionari e sostenitori di una società ugualitaria, con la concessione di alcuni diritti per le popolazioni indigene. L'atteggiamento di Colombo causò gravi scontri nelle isole e non apportò alcun contributo all'esplorazione della terraferma americana. Data la tensione esistente, re Ferdinando alla fine del 1514 lo richiamò in Spagna e lo sostituì.
Dopo la morte di Ferdinando, il nuovo re, Carlo, fu prodigo di onori verso Diego, nonostante continuassero a pesare sulla sua figura le vicende giudiziarie tese ad ottenere la completa reintegrazione dei diritti spettanti al padre. Carlo si limitò a trattenerlo presso di sé, almeno fin quando la caduta in disgrazia dei frati di S. Gerolamo permise a Diego di ritornare a Santo Domingo nel 1520. L'isola fu attraversata, dal 1519 al 1523, da numerose sommosse: pochi giorni dopo la repressione di una rivolta avvenuta tra il dicembre del 1521 ed i primi giorni del 1522, Diego Colombo decise di mettere mano ad alcuni provvedimenti, affinché simili situazioni non si ripetessero più. Venne così emanata la Provisión del 6 gennaio 1522, che conteneva alcune ordinanze volte al controllo e al disciplinamento degli schiavi neri della colonia dominicana.
Dopo la sua morte fu raggiunto un compromesso nel 1536, in cui il figlio Luis Colón de Toledo fu nominato terzo ammiraglio delle Indie rinunciando agli altri diritti in cambio di una rendita perpetua annua di 10 000 ducati, dell'isola di Giamaica quale feudo, di una proprietà di 25 leghe quadrate sull'istmo di Panama, allora chiamato Veragua e dei titoli di secondo duca di Veragua, secondo marchese di Giamaica e primo duca di La Vega.
Dopo la sua morte rendite, uffici e titoli nel Nuovo Mondo divennero ereditari.
È stato sepolto accanto al padre ed al fratello Fernando nella Cattedrale di Siviglia.

## Matrimonio e prole
Sposò María Álvarez de Toledo (+~1490 †11 maggio 1549), che garantì trasporto e sepoltura del suocero, Cristoforo Colombo, a Santo Domingo. Era la figlia di Fernando Alvarez de Toledo, primo Signore di Villoria, e della prima moglie María de Rojas.
La coppia ebbe sette figli:
- María Colón de Toledo, (*1510 †1578). Sposata con Sancho Folch de Cardona, 1 ° Marchese di Guadalest
- Luis Colón de Toledo, (*1522 †1572). Terzo Ammiraglio delle Indie, primo duca di Veragua. Si sposó con Maria Mosquera y Pasamonte dalla quale ebbe due figlie: Felipa e Maria. Si sposó in seconde nozze con Luisa de Carvajal dalla quale ebbe un figlio, Cristobal Colon (*1565 †1601).
- Cristóbal Colón de Toledo, (*~1510 †1571).
- Juana Colombo de Toledo, (*? †1592).
- Isabel Colombo de Toledo, (*1515 †1549).
- Cristóbal Colón de Toledo. Si sposò con María Leonor Lerma de Zuazo con la quale non ebbe discendenza. Si sposó in seconde nozze con Ana de Pravia y la Rocha con la quale ebbe due figli: Diego Colón de Pravia e Francisca Colón de Pravia. Si sposó la terza volta con María Magdalena de Guzmán y Anaya ed ebbe una figlia María Colón de Guzmán.
- Diego Colón de Toledo, (*1524 †1546). Nacque a Santo Domingo. Si sposó con Isabel Justiniani y Sánchez (di ascendenza genovese), ed ebbe due figli: Cristóbal y Luis Colón e Justiniano Colon.
- Felipa Colón y Toledo, (*? †1548).

## Nella cultura di massa

### Televisione
- Isabel (serie televisiva) (2012)